# Seilscheibenbühne
Eine Seilscheibenbühne ist eine maschinentechnische Konstruktion, die zur Aufnahme und zur Lagerung der Seilscheiben einer Schachtförderanlage dient. Seilscheibenbühnen müssen so konstruiert sein, dass die Wartung der Seilscheibenlager ohne Gefährdung des Wartungspersonals möglich ist.

## Aufbau

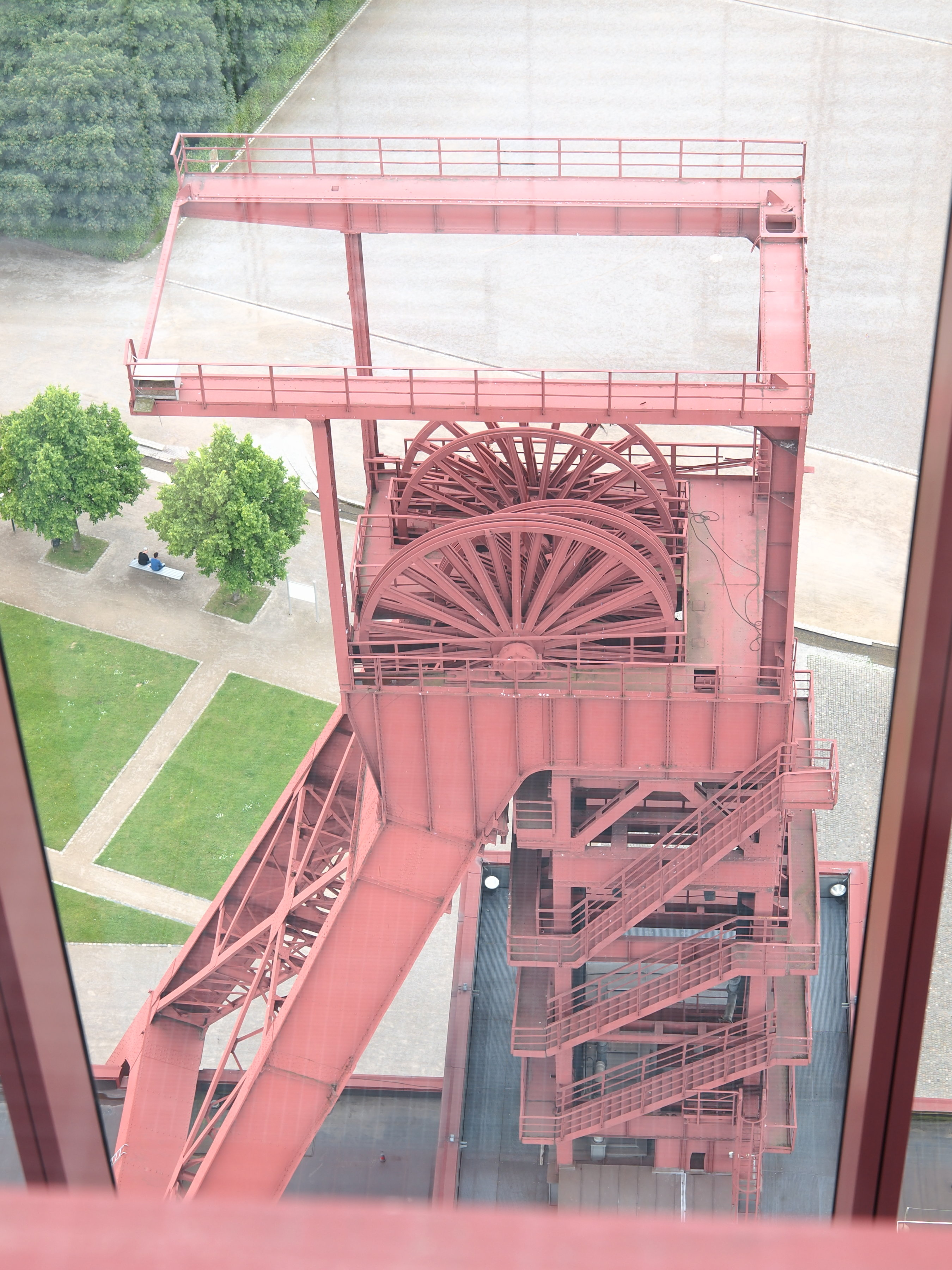
Fördergerüst von oben mit Blick auf die Seilscheibenbühne. Deutlich zu erkennen ist die seitlich am Führungsgerüst angebrachte Treppe zur Seilscheibenbühne.

Jede Seilscheibenbühne besteht aus einem viereckigen Rahmen, der aus Doppel-T-Trägern oder aus U-Eisen gefertigt ist. Dieser Rahmen ist mit dem Fördergerüst fest verbunden und wird von dem Gerüst und den Gerüststreben getragen. Es gibt auch Konstruktionen, bei denen die Seilscheibenbühnen über Gelenke mit dem Fördergerüst verbunden sind. Diese Gelenke bestehen aus vernieteten Blechplatten. Auf der Seilscheibenbühne liegen die Seilscheibenträger fest auf. Die Träger müssen dabei, unabhängig von vorherigen Berechnungen, mindestens 0,4 Meter auf dem Rahmen aufliegen. Die so verlagerten Träger müssen mit Ankerschrauben, die gegen Korrosion geschützt sind, verschraubt werden. Je nach Förderanlage werden entweder drei oder vier Seilscheibenträger verwendet. Auf diesen Trägern werden die Seilscheibenlager befestigt. Auch die Lagerböcke müssen mit geeigneten Ankerschrauben verschraubt werden. Werden vier Träger verwendet, wird auf jedem Träger ein Lagerbock montiert. Hat die Seilscheibenbühne nur drei Seilscheibenträger, so werden auf dem innen liegende Träger die Seilscheibenlager von beiden Fördertrumen montiert. Um die Lager überwachen und warten zu können, müssen im Bereich der Seilscheibenträger Umgänge oder Bühnen angebracht sein. Über der Seilscheibenbühne wird ein Aufbau angebracht, in dem sich eine Laufkatze befindet. Diese Laufkatze wird auf zwei Schienen bewegt und dient im Bedarfsfall zur Auswechselung der Seilscheiben. Unterhalb der Seilscheibenbühne ist in einem vorgeschriebenen Abstand der Prellträger zum Schutz der Seilscheiben angebracht.

## Lage und Erreichbarkeit
Die Seilscheibenbühne befindet sich am oberen Ende des Fördergerüstes oberhalb des Führungsgerüstes. Liegen die beiden Fördertrümer bei Flurfördermaschinen von der Maschine aus nebeneinander, so wird nur eine Seilscheibenbühne benötigt, auf der dann die beiden Seilscheiben nebeneinander auf den Seilscheibenträgern montiert sind. Ist die Fördermaschine so angeordnet, dass sich die beiden Fördertrümer hintereinander befinden, dann müssen zwei Seilscheibenbühnen übereinander montiert werden. Die Seilscheibenbühne muss von der Rasenbank aus einen bestimmten Mindestabstand haben. Dieser ist von der Höhe des Förderkorbes und einem vorgeschriebenen Sicherheitsabstand des oben stehenden Korbes zur Seilscheibenmitte abhängig. Der Abstand zwischen der Rasenbank und der Seilscheibenmitte kann, je nach Förderanlage, bis zu 40 Meter betragen. Die Seilscheibenbühne kann entweder über Fahrten oder über Treppen erreicht werden. Werden Fahrten verwendet, so sind diese an Streben des Fördergerüstes angebracht. Bei der Verwendung von Treppen besteht die Möglichkeit, diese entweder an den Streben oder am Führungsgerüst zu montieren. Bei der Montage am Führungsgerüst sind die Treppen als Spiralen um das Gerüst angebracht. Zur Sicherheit werden diese Befahrungshilfen mit einem Geländer versehen. Treppen sind gegenüber Fahrten gefahrloser zu benutzen und werden nach Möglichkeit den Fahrten vorgezogen.